# Franz Leibing
Franz Leibing (* 19. September 1836 in Berlin; † 7. August 1875 ebenda) war ein deutscher Philologe, Schriftsteller und Publizist, der sich besonders durch sein Engagement für die deutsche Volksbildung einen Namen machte.
Leibing war der Sohn eines Handwerkers, absolvierte philologische und historische Studien in Berlin (unter anderem bei Leopold von Ranke und August Böckh) und trat 1864 eine Stelle als Lehrer an der Realschule erster Ordnung in Elberfeld an. Nach dem Feldzug von 1866 wurde er invalide, er litt an einem Rückenmarksschaden, musste den Lehrerberuf aufgeben und wurde 1869 pensioniert. 1871 wurde er Generalsekretär der Gesellschaft für Verbreitung von Volksbildung in Berlin, die er in gemeinsamer Initiative mit dem Fabrikanten Fritz Kalle und unter Beteiligung zahlreicher namhafter Persönlichkeiten ins Leben gerufen hatte. Er gab die Zeitschrift „Der Bildungsverein“ heraus.

## Schriften
- Ninon de Lenclos. Dramatisches Charakter- und Sittengemälde in 5 Aufzügen. E. Bloch, Berlin 1860
- Natur, Kunst und Menschen in Ober-Italien und der Schweiz. Psychologische Skizzen. Fritsch, Leipzig 1866
- Sagen und Märchen des Bergischen Landes. Lucas, Elberfeld 1868 (Nachdruck Edition Kierdorf, Remscheid 1985, ISBN 3-922055-82-6)
- Die Inscenirung der zweitägiger Luzerner Ostersspieles vom Jahre 1583 durch Renwart Cysat: nach den handschriftlichen Papieren Cysat's auf der Bürgerbibliothek zu Luzern dargestellt. Fridrichs, Elberfeld 1869
- Geographische Wiederholungs-Tabellen: Für mittlere Klassen von Gymnasien, Real- und Höheren Bürgerschulen. Mittler und Sohn, Berlin 1869
- Geographisches Elementarbuch nach der zeichnenden Methode. Mittler und Sohn, Berlin 1869–1870
- Das freiwillige Bildungswesen Deutschlands in seinem gegenwärtigen Zustand. In: Die Grenzboten, 30 (1871), S. 25–31. Wieder abgedruckt in: Horst Dräger, Die Gesellschaft für Verbreitung von Volksbildung. 1974, S. 369–375
- Deutscher Frühling 1871: politische Dichtungen zum Teil in den Formen des Minnesangs. Lipperheide, Berlin 1871
- König Vandal's Schild. Lustspiel in einem Aufzuge. Michaelson, Berlin, ohne Jahr [um 1880]